# Ocean (Schiff, 1945)
Das fünfte Schiff der Royal Navy, das den Namen HMS Ocean trug, war ein Leichter Flugzeugträger der Colossus-Klasse. Auf der Ocean landete 1945 erstmals ein Düsenjäger auf einem Flugzeugträger und 1956 war sie Basis des ersten größeren Kommandoangriffs mit Hubschraubern.

## Geschichte des Schiffes
Das 13.600 Tonnen verdrängende Schiff wurde im November 1942 in Glasgow auf der Werft Alexander Stephen and Sons auf Kiel gelegt. Schon vor seinem Stapellauf am 8. Juli 1944 wurde der Träger im März 1944 Australien zur Übernahme angeboten, was abgelehnt wurde. Die Royal Australian Navy (RAN) übernahm erst nach dem Zweiten Weltkrieg zwei Träger der etwas größeren Majestic-Klasse mit Sydney und Melbourne. Da letztere erst 1955 fertiggestellt wurde, entlieh die RAN während der Koreakrise das Schwesterschiff Vengeance der Ocean von November 1952 bis zum Oktober 1955.
Die Indienststellung bei der Royal Navy fand am 8. August 1945 statt. Erste Einsatzstaffel an Bord war die No.892 Squadron der FAA mit ihren Hellcat Mk.IINF-Nachtjägern, mit denen das Schiff 1946 auch kurz bei der Mediterranean Fleet eingesetzt wurde. Neben den Hellcat hatte das Schiff im Mittelmeer während dieser ersten Einsatztour auch Firefly Mk.I NF der Staffel 1792 sowie ein drei Sea Otter-Amphibien der Staffel 1703 an Bord.

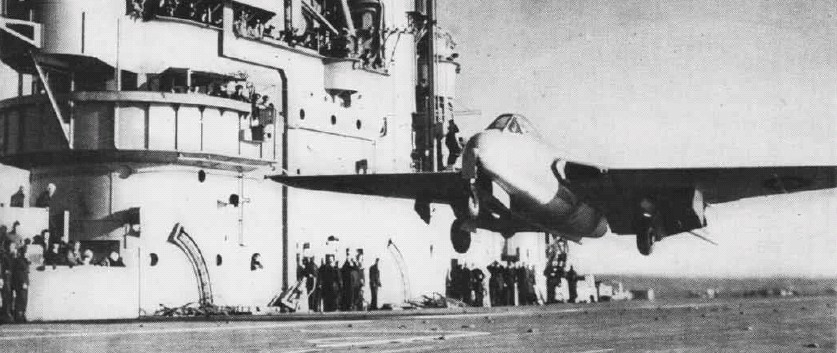
Eine De Havilland Sea Vampire beim Start vom Deck der Ocean im Dezember 1945

Im Dezember 1945 landete auf der Ocean mit einer De Havilland Sea Vampire erstmals ein Düsenjäger auf einem Flugzeugträger; Pilot war Eric Melrose Brown. Ende der vierziger Jahre hatte die Ocean noch zwei weitere Einsatzzeiten im Mittelmeer mit verschiedenen Einsatzstaffeln. Die Ocean wurde während des Koreakriegs zweimal in den Einsatz vor die koreanische Küste entsandt. Sie ersetzte jeweils das Schwesterschiff Glory. Der erste Einsatz erfolgte vom 5. Mai bis zum 8. November 1952 und der zweite dann vom 17. Mai 1953 bis zum Ende des Krieges im Juli 1953. Bei den Einsätzen schoss am 9. August 1952 eine propellergetriebene Sea Fury der Staffel 802 der Ocean einen MiG-15-Düsenjäger ab. Es war der erste und einzige Abschuss eines Jets durch ein Propellerflugzeug während des Koreakrieges.
Auch in der Sueskrise war die Ocean aktiver Teil der britischen Interventionskräfte. Hier diente das Schiff zusammen mit dem Schwesterschiff Theseus als Ausgangsbasis für den ersten großangelegten hubschraubergestützten Kommandoangriff der Geschichte. Mit ihren Hubschraubern landeten die beiden Träger 425 Mann und 23 t Ausrüstung in 90 Minuten in Port Said.
Nach dem Suez-Einsatz wurde das Schiff recht schnell aus dem aktiven Dienst genommen und 1958 der Reserve zugeteilt. 1962 wurde die Ocean in Faslane abgewrackt.